# Il re leone (film 2019)
Il re leone (The Lion King) è un film del 2019 diretto e co-prodotto da Jon Favreau.
Prodotta dalla Walt Disney Pictures, la pellicola è un remake shot-for-shot fotorealistico in CGI dell'omonimo film del 1994, ispirato a sua volta all'Amleto e Macbeth di William Shakespeare.
Il film ha ricevuto una candidatura per la categoria miglior film d'animazione alla 77ª edizione dei Golden Globe e alla 25ª edizione dei Critics' Choice Awards. Ha ricevuto anche una candidatura alla 73ª edizione dei premi BAFTA e alla 92ª edizione dei premi Oscar, entrambe per gli effetti visivi.

## Trama
Nelle Terre del Branco della Tanzania, un branco di leoni governa il regno animale dalla Rupe dei Re. Il figlio neonato del re Mufasa e della regina Sarabi, Simba, viene presentato agli animali da Rafiki il mandrillo, sciamano e consigliere del regno. Il fratello minore di Mufasa, Scar, tuttavia, brama il trono.
Il tempo passa e Simba diventa un giovane leoncino affascinato dall'idea di diventare re. Mufasa gli mostra le Terre del Branco e gli proibisce di esplorare oltre i suoi confini, spiegandogli le responsabilità di un sovrano e il "cerchio della vita", che collega tutti gli esseri viventi. Scar, ancora bramoso del trono, manipola il nipote per spingerlo a esplorare un cimitero di elefanti oltre le Terre del Branco. Lì, Simba convince la sua migliore amica, Nala ad andarci ma, una volta lì, i cuccioli sono braccati e inseguiti da un clan di iene maculate guidate dalla spietata Shenzi. Mufasa viene allertato dal suo maggiordomo, il bucero Zazu, e salva i cuccioli. Anche se il sovrano è arrabbiato con Simba per avergli disobbedito e aver messo in pericolo se stesso e Nala, padre e figlio si riappacificano e passano la notte sotto le stelle. Nel frattempo, Scar visita le iene e le convince ad aiutarlo a rovesciare Mufasa in cambio dei diritti di caccia nelle Terre del Branco.
L'indomani mattina, Scar tende una trappola a Mufasa e Simba, attirando il nipote in una gola e facendo in modo che le iene guidino un grande branco di gnu in una fuga precipitosa in direzione del leoncino. Scar avvisa Mufasa del pericolo di Simba, sapendo che si precipiterà a salvarlo. Mufasa riesce a salvare Simba ma finisce per essere appeso pericolosamente al bordo della gola. Scar si rifiuta di aiutare Mufasa, facendolo invece cadere verso la morte. Quindi inganna Simba facendogli credere che la morte di Mufasa sia stata colpa sua e lo intima a lasciare le Terre del Branco e di non tornare mai più. Ordina alle iene di ucciderlo, ma Simba riesce a fuggire. Ignaro della sua fuga, Scar racconta che la fuga precipitosa ha ucciso Mufasa e Simba e che non è arrivato in tempo per salvarli. Scar si autoproclama come nuovo re, permettendo alle iene di vivere nelle Terre del Branco.
Dopo aver vagato senza meta nel deserto, Simba crolla esausto ma viene salvato da due emarginati, un suricato e un facocero di nome Timon e Pumbaa. Simba cresce nell'oasi con i suoi due nuovi amici e altri animali, vivendo una vita spensierata all'insegna del motto "hakuna matata" ("senza pensieri" in swahili). Anni dopo, le Terre del Branco vengono colpite da una terribile siccità, aggravata dalla caccia eccessiva da parte delle iene, che fanno fuggire le ultime prede rimaste. Scar tenta di convincere Sarabi a diventare la sua regina, ma lei rifiuta.
Un giorno, Simba salva Timon e Pumbaa da una leonessa affamata, che si rivela essere Nala. Lei e Simba si riuniscono e si innamorano. La leonessa esorta Simba a tornare a casa, dicendogli che le Terre del Branco sono diventate una terra desolata colpita dalla siccità sotto il regno di Scar. Sentendosi ancora in colpa per la morte di Mufasa, Simba rifiuta e lascia Nala tornare a casa da sola. Quella notte, il giovane leone incontra Rafiki, che gli dice che lo spirito di Mufasa vive ancora in lui. Simba riceve la visita dello spirito di Mufasa nel cielo notturno, che gli dice che deve prendere il posto che gli spetta come re. Rendendosi conto di essere scappato dal suo passato per troppo tempo, Simba decide di tornare nelle Terre del Branco.
Aiutato dai suoi amici, Simba sgattaiola oltre le iene alla Rupe dei Re e affronta Scar, che sta attaccando Sarabi. Scar schernisce Simba per il suo presunto ruolo nella morte di Mufasa. Ma quando è sul punto di uccidere il nipote, Scar rivela a Simba di essere stato lui ad aver ucciso Mufasa. Infuriato, Simba dice la verità al resto del branco, nonostante Scar, avesse sempre affermato di essere arrivato troppo tardi alla gola, rivelando così il suo ruolo nella morte di Mufasa.
Timon, Pumbaa, Rafiki, Zazu, Nala e le leonesse combattono le iene mentre Simba mette alle strette Scar in cima alla Rupa dei Re. Scar implora pietà e incolpa le iene dei suoi crimini; Simba gli risparmia la vita ma gli ordina di lasciare per sempre le Terre del Branco. Scar rifiuta e attacca Simba, e, dopo un breve combattimento, il giovane leone lo getta giù dalla Rupe. Scar sopravvive alla caduta, ma viene sbranato a morte dalle iene, adirate per il suo tradimento.
Con la morte di Scar, le iene scappano , e Simba prende il suo posto legittimo di re con Nala come sua regina. Tempo dopo, la Terra del Branco torna un regno prospero e Rafiki presenta la cucciola appena nata di Simba e Nala agli animali riuniti, continuando il cerchio della vita.

## Personaggi
- Simba : protagonista del film, è il leoncino, figlio di Mufasa e Sarabi e futuro sovrano delle Terre del Branco e della Rupe dei Re. Sin da piccolo provava qualcosa per Nala, ma era troppo orgoglioso per ammetterlo. Quando si ritrovano, da più grandi, con fatica riesce a confessare a Nala quello che sente per lei. In seguito prende Nala come nuova regina e avranno una cucciola.
- Mufasa : È il leone, padre di Simba e re della savana. È il marito di Sarabi, dimostra di essere un valido sovrano e un padre amorevole che crede fin dall'inizio in suo figlio.

- Sarabi : È la leonessa, madre di Simba e regina della savana. È la moglie di Mufasa; dopo la morte del re, Scar la tartasserà per averla come regina, tuttavia lei si dimostrerà indomita.

- Nala : è la leoncina, figlia di Sarafina che sarebbe diventata la futura sovrana delle Terre del Branco e della Rupe dei Re. È l'amica d'infanzia di Simba; sin da piccoli provano qualcosa l'uno per l'altra, ma erano troppo orgogliosi per ammetterlo. Quando si ritrovano, ormai cresciuti, confessano i propri sentimenti e alla fine diventano i nuovi re e regina e avranno una cucciola. Durante la battaglia finale Shenzi combatterà con lei, uscendone sconfitta.

- Sarafina : È la leonessa, madre di Nala e amica di Sarabi.

- Zazu : è un bucero, maggiordomo-consigliere di Mufasa, ed è anche il tutore di Simba e Nala, infatti è molto protettivo verso entrambi, specie con Simba.

- Timon e Pumbaa : sono rispettivamente un suricato e un facocero nonché i migliori amici di Simba, che gli daranno la forza di abbandonare il passato dopo aver dialogato con lui in seguito al salvataggio.

- Rafiki : il saggio mandrillo che vive nel suo baobab, amico di Zazu e Mufasa.

- Scar : Antagonista principale del film, è il fratello minore di Mufasa e quindi lo zio di Simba. Vuole diventare il sovrano delle Terre del Branco e per questo chiederà il sostegno delle iene, promettendo loro di poter vivere nelle Terre del Branco. Finito il regno di pace e prosperità di Mufasa, egli si incorona re delle Terre del Branco. Alla fine viene sconfitto da Simba e ucciso dalle iene ribelli dopo il suo tradimento.

- Shenzi , Kamari e Azizi : Antagoniste secondarie del film, sono composte dalla loro leader Shenzi e i suoi scagnozzi Azizi e Kamari (liberamente ispirati rispettivamente a Ed e Banzai del film originale). Sono i membri dell'esercito di Scar. Alla fine uccidono quest'ultimo dopo che le ha tradite.

## Produzione

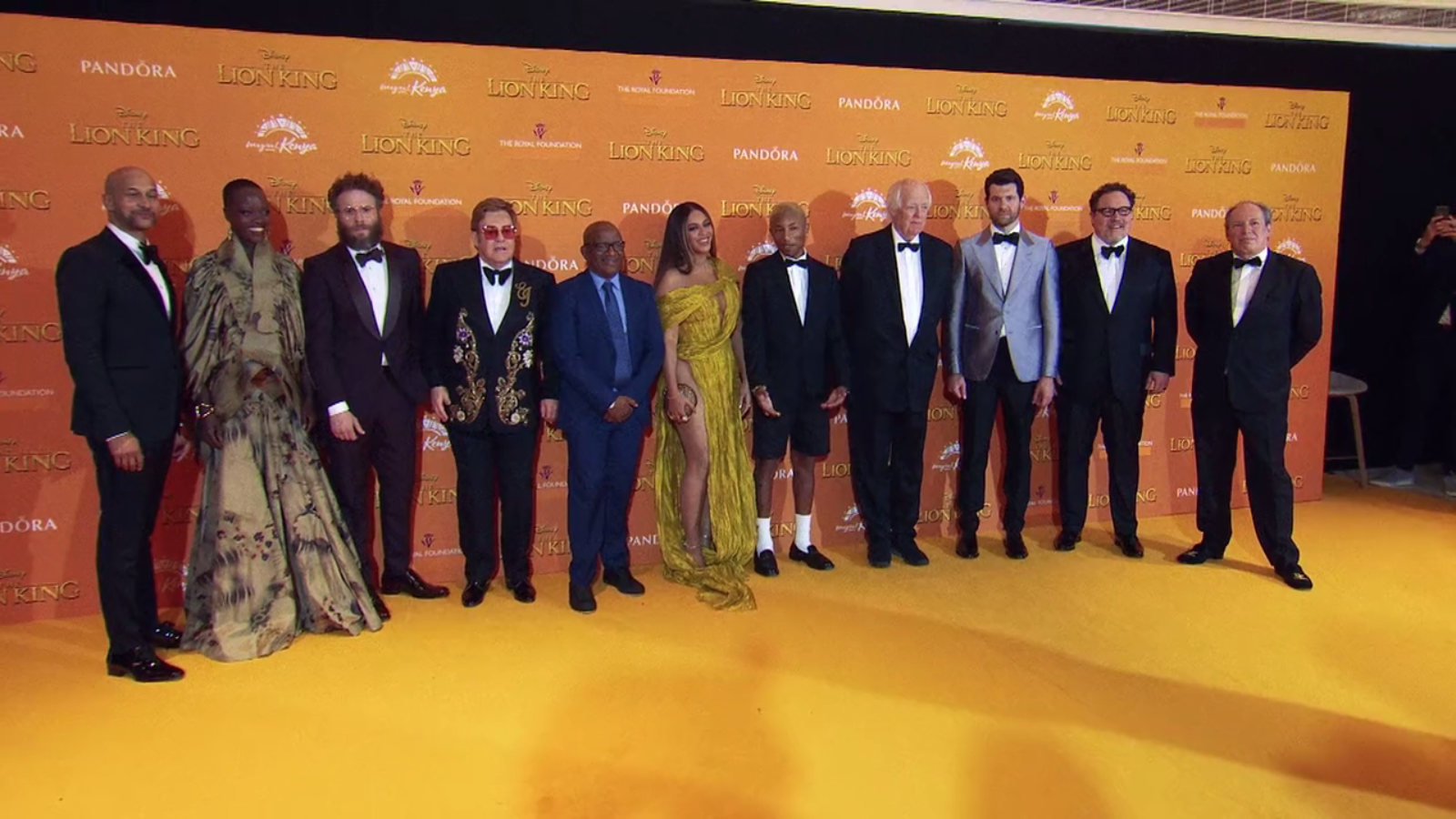
Il cast di The Lion King alla premiere europea

### Sviluppo
Il 28 settembre 2016, Walt Disney Pictures ha confermato che Jon Favreau avrebbe diretto un remake del film d'animazione del 1994 Il re leone, che avrebbe ripreso le canzoni del film del 1994, seguendo una serie di recenti successi al botteghino su altri remake Disney come Maleficent, Cenerentola, Il libro della giungla di Favreau e La bella e la bestia. Il 13 ottobre 2016 è stato riferito che la Disney aveva ingaggiato Jeff Nathanson per scrivere la sceneggiatura del remake, con la storia scritta da Brenda Chapman, che era il capo della storia del film originale.
A novembre, parlando con ComingSoon.net, Favreau ha detto che la tecnologia della cinematografia virtuale che ha usato nel Libro della giungla sarebbe stata utilizzata in misura maggiore nel Re leone. Sebbene i media abbiano riportato Il re leone come un film d'azione dal vivo, utilizza in realtà l'animazione fotorealistica generata dal computer. Disney inoltre non la descrisse come live-action, solo affermando che avrebbe seguito l'approccio «tecnologicamente innovativo» de Il libro della giungla. Tutte le scene sono generate al computer, eccetto l'inquadratura del sole che sorge, scena d'apertura del film, ripresa dal vivo.
Lo sviluppo del film ha richiesto più di 2 anni: per rendere realistiche tutte le scene, il regista e gli altri membri della troupe hanno trascorso 2 settimane percorrendo l'Africa da nord a sud con più di 100 kg di attrezzature, fotografando e filmando sia gli animali che i luoghi che hanno ispirato le terre del branco, la gola degli gnu e il cimitero degli elefanti.

### Cast
A metà febbraio 2017, Donald Glover è stato scelto come Simba, con James Earl Jones che riprende il ruolo di Mufasa nel film del 1994.
Nell'aprile 2017, Billy Eichner e Seth Rogen sono stati scelti per interpretare rispettivamente Timon e Pumbaa. Nel luglio 2017, John Oliver è stato scelto come Zazu. Nell'agosto 2017, Alfre Woodard e John Kani sono stati annunciati per interpretare rispettivamente Sarabi e Rafiki.
In precedenza, nel marzo 2017, è stato annunciato che Beyoncé era la prima scelta di Favreau per il ruolo di Nala e che il regista e lo studio sarebbero stati disposti a fare tutto il necessario per adattarsi ai suoi impegni. Successivamente, il 1º novembre 2017, il suo ruolo è stato confermato in un annuncio ufficiale, che ha anche confermato che Chiwetel Ejiofor avrebbe interpretato il ruolo di Scar, e ha annunciato che Eric Andre, Florence Kasumba e Keegan-Michael Key avrebbero dato le voci di Azizi, Shenzi e Kamari mentre JD McCrary e Shahadi Wright Joseph saranno le voci rispettivamente per Simba e Nala da cuccioli. Nel novembre 2018, Amy Sedaris è stata annunciata per essere stata scelta per un ruolo creato per il film, il macroscelide.

## Colonna sonora
La colonna sonora è stata nuovamente curata da Hans Zimmer (musiche) e Elton John (musiche delle canzoni), rimaneggiando la colonna sonora pubblicata nel 1994. Zimmer è tornato a comporre la colonna sonora del remake con la collaborazione di Pharrell Williams, mentre John è tornato ha rielaborato le sue composizioni musicali del film originale prima del suo ritiro, durante le quali ha lavorato assieme a Beyoncé Knowles-Carter. John ha tuttavia deciso di abbandonare il progetto, dichiarando:
(Elton John)
Nonostante ciò, la colonna sonora di Zimmer, assieme alle canzoni di John, Rice, Pharrell e Knowles-Carter, è stata pubblicata in formato digitale l'11 luglio 2019 e in formato fisico il 19 luglio 2019. Nella stessa data, Beyoncé ha pubblicato un album colonna sonora da lei stessa curato e prodotto ispirato musicalmente e tematicamente al film, intitolato The Lion King: The Gift, seguito dal visual a esso ispirato Black Is King, ottenendo ampio consenso da parte della critica musicale internazionale per entrambi i progetti, apprezzati per la capacità di diffondere la musica e la cultura africana.
La canzone originale del film, Spirit, è interpretata dalla Knowles-Carter e scritta da lei stessa, Ilya Salmanzadeh e Labrinth, è stata pubblicata il 9 luglio 2019 come singolo principale della colonna sonora.

### Edizione italiana
Nella versione italiana la colonna sonora è interpretata in ordine di apparizione da:
- Cheryl Porter (per Il cerchio della vita / Nants Ingoyama);
- Simone Iuè, Chiara Vidale ed Emiliano Coltorti (per Voglio diventare presto un re);
- Massimo Popolizio (per Sarò re)
- Edoardo Leo, Stefano Fresi, Simone Iuè e Marco Mengoni (per Hakuna Matata);
- Edoardo Leo e Stefano Fresi (per Il leone si è addormentato, versione italiana di The Lion Sleeps Tonight);
- Edoardo Leo, Stefano Fresi, Marco Mengoni e Elisa (per L'amore è nell'aria stasera);
- Elisa (per Quando il destino chiamerà, versione italiana della canzone Spirit di Beyoncé);
- Edoardo Leo (per la versione molto breve di Stia con noi, canzone tratta da La bella e la bestia);
- Il coro di Ermavilo (per Ricordo).

## Distribuzione
Il film è stato presentato in anteprima a Hollywood il 9 luglio 2019 ed è uscito nelle sale cinematografiche statunitensi il 19 luglio 2019, in onore del 25º anniversario dell'uscita del film originale nel 1994. In Italia, il film è stato proiettato in anteprima il 24 luglio 2019 al Giffoni Film Festival di Giffoni Valle Piana, mentre è arrivato nelle sale italiane il 21 agosto 2019.

### Edizione italiana

#### Doppiaggio
L'edizione italiana del film è stata curata da Fiamma Izzo, direttrice del doppiaggio e anche autrice di dialoghi, con l'assistenza di Simona Romeo e la supervisione di Lavinia Fenu; il doppiaggio italiano, invece, venne eseguito dalla Pumais Due presso la SDI Media Italia. I testi italiani delle canzoni e la direzione musicale, invece, furono affidati a Ermavilo, Virginia Tatoli e Lorena Brancucci.
Al doppiaggio italiano del film hanno partecipato i cantanti Marco Mengoni e Elisa; e gli attori: Toni Garrani, Massimo Popolizio, Edoardo Leo e Stefano Fresi.

## Accoglienza

### Incassi
Il re leone ha incassato 543638043 $ in Nord America e 1118382776 $ nel resto del mondo, per un totale di 1662020819 $, divenendo il secondo film di maggior incasso del 2019 sopra Frozen - Il regno di ghiaccio. È l'11º film con maggiori incassi nella storia del cinema, il 9º film con maggiori incassi in Italia ed il 3º maggior incasso di sempre per un film d'animazione.

### Critica
La critica cinematografica ha apprezzato gli effetti visivi, la musica e le performance vocali dei cantanti presenti nel cast statunitense, apprezzando un maggior coinvolgimento di artisti africani o di origine africana, ma è rimasta delusa per la mancanza di originalità e di emozioni facciali dei personaggi.
Sull'aggregatore Rotten Tomatoes il film ottiene il 51% delle recensioni professionali positive, con un voto medio di 6.0 su 10 basato su 435 recensioni professionali, mentre su Metacritic ha un punteggio di 55 su 100 basato su 54 recensioni.
Kenneth Turan del Los Angeles Times ha definito il film «intrattenimento raffinato e soddisfacente». Sreeparna Sengupta di The Times of India ha elogiato il film, dandogli un punteggio di 3,5/5, affermando: «Per coloro che non hanno visto l'originale, 'Il re leone' del nuovo millennio vale certamente la pena di guardarlo per le sue splendide immagini e il suo genio tecnico».
Per Peter Bradshaw del The Guardian il film aderisce alla produzione originale, risultando «guardabile e divertente; [...] un'opera di intrattenimento ben fatta», apprezzando la volontà di inserire «un maggior numero di doppiatori africani e di origine africana». Tuttavia, il giornalista sottolinea che all'intera pellicola manca «la semplicità e la vivacità delle immagini originali disegnate a mano». Greta Moran, scrivendo un articolo sul film per la medesima rivista, definisce l'animazione «inquietantemente realistica» per quanto riguarda la flora e la fauna africana, soffermandosi sul processo di distruzione e desertificazione del territorio, trovandovi «un'opportunità per riflettere più attentamente sull'uso del suolo e sui nostri modelli di consumo, che sono i principali fattori del cambiamento climatico». Tuttavia, Moran sottolinea che «Il Re Leone ha perso un'occasione per parlare della crisi climatica; [...] Simba avrebbe potuto dedicare più tempo a confrontarsi con le domande con cui abbiamo a che fare oggi», anche se il film lascia comunque «una lezione su come mantenere la speranza, anche quando tutto sembra essere sulla strada di un destino irreversibile».
Todd McCarthy di The Hollywood Reporter lo ha trovato inferiore rispetto all'originale, osservando che «la cautela estetica e la prevedibilità del film iniziano a logorare l'intero lavoro nella seconda metà». In Italia, Paolo Mereghetti del Corriere della Sera ha scritto che il film «ricalca la medesima trama di 25 anni fa e se guadagna in verosimiglianza ha però meno forza fantastica e capacità immaginativa».

## Riconoscimenti
- 2020 - Premio Oscar[18]
  - Candidatura per i migliori effetti speciali a Andrew R. Jones, Robert Legato, Elliot Newman e Adam Valdez
- 2020 - Golden Globe
  - Candidatura per il miglior film d'animazione
  - Candidatura per la migliore canzone originale (Spirit)
- 2020 - Premio BAFTA
  - Candidatura per i migliori effetti speciali a Robert Legato, Andrew R. Jones, Adam Valdez e Elliot Newman
- 2020 - Grammy Award
  - Miglior raccolta di colonna sonora a Jon Favreau e Hans Zimmer
  - Miglior canzone a Beyoncé, Timothy McKenzie e Ilya Salmanzadeh
  - Candidatura per la miglior colonna sonora ad Hans Zimmer
- 2020 - Artios Award
  - Miglior cast in un film d'animazione a Sarah Finn e Jason B. Stamey
- 2020 - Donald Glover Black Reel
  - Candidatura alla eccezionale scenografia a James Chinlund
  - Candidatura per la miglior canzone originale a Beyoncé
- 2020 - Critics' Choice Award
  - Candidatura per i migliori effetti visivi
- 2019 - Satellite Award[19][20]
  - Miglior film d'animazione o a tecnica mista
  - Candidatura alla miglior migliore canzone originale a Spirit
  - Candidatura ai migliori effetti visivi a Robert Legato, Andrew R. Jones, Adam Valdez e Elliot Newman
  - Candidatura alla miglior canzone
- 2020 - Cinema Audio Society
  - Candidatura per il miglior risultato nel missaggio audio per un film animato a Ron Judkins
- 2019 - Golden Trailer Award
  - Miglior poster di un Blockbuster estivo
  - Candidatura per il miglior poster di un film d'animazione/per famiglie
- 2019 - E! People's Choice Award
  - Miglior Star in un film d'animazione a Beyoncé
  - Candidatura per il miglior film
  - Candidatura per il miglior film per famiglie

## Prequel e Sequel
Un prequel / sequel del film che getterà luce sul passato di Mufasa e Scar è stato annunciato nel 2020 dopo il grande successo ottenuto dal remake e sarà diretto da Barry Jenkins. Il 9 settembre 2022, durante il D23, è stato annunciato il titolo del film: Mufasa - Il re leone (Mufasa: The Lion King). Durante l'evento, è stato rivelato che uscirà nelle sale nel dicembre 2024. Il 29 aprile 2024 viene pubblicato il poster del film dove viene rivelata la data di uscita prevista per il 20 dicembre 2024 nei cinema statunitensi e il giorno prima in quelle italiane e il teaser trailer.